# Helmut Schubert
Helmut Schubert (17 febbraio 1916 – 24 luglio 1989) è stato un calciatore tedesco, di ruolo centrocampista.

## Carriera

### Nazionale
Ha collezionato 3 presenze con la propria Nazionale.

## Statistiche

### Cronologia presenze e reti in nazionale
| Cronologia completa delle presenze e delle reti in nazionale ― Germania | Cronologia completa delle presenze e delle reti in nazionale ― Germania | Cronologia completa delle presenze e delle reti in nazionale ― Germania | Cronologia completa delle presenze e delle reti in nazionale ― Germania | Cronologia completa delle presenze e delle reti in nazionale ― Germania | Cronologia completa delle presenze e delle reti in nazionale ― Germania | Cronologia completa delle presenze e delle reti in nazionale ― Germania | Cronologia completa delle presenze e delle reti in nazionale ― Germania |
| Data                                                                    | Città                                                                   | In casa                                                                 | Risultato                                                               | Ospiti                                                                  | Competizione                                                            | Reti                                                                    | Note                                                                    |
| ----------------------------------------------------------------------- | ----------------------------------------------------------------------- | ----------------------------------------------------------------------- | ----------------------------------------------------------------------- | ----------------------------------------------------------------------- | ----------------------------------------------------------------------- | ----------------------------------------------------------------------- | ----------------------------------------------------------------------- |
| 5-10-1941                                                               | Helsinki                                                                | Finlandia                                                               | 0 – 6                                                                   | Germania                                                                | Amichevole                                                              | -                                                                       |                                                                         |
| 16-11-1941                                                              | Dresda                                                                  | Germania                                                                | 1 – 1                                                                   | Danimarca                                                               | Amichevole                                                              | -                                                                       |                                                                         |
| 7-12-1941                                                               | Breslau                                                                 | Germania                                                                | 4 – 0                                                                   | Slovacchia                                                              | Amichevole                                                              | -                                                                       |                                                                         |
| Totale                                                                  |                                                                         | Presenze                                                                | 3                                                                       |                                                                         | Reti                                                                    | 0                                                                       |                                                                         |

## Palmarès

### Club

#### Competizioni nazionali
- Coppa di Germania: 2

Dresdner FC: 1940, 1941
- Supercoppa di Germania: 1

Dresdner FC: 1940